# José Luis Mumbiela Sierra
José Luís Mumbiela Sierra (Monzón, 27 de maio de 1969) é um clérigo católico romano espanhol e bispo da Diocese da Santíssima Trindade em Almati.

## Biografia
José Luís Mumbiela Sierra foi ordenado sacerdote em 25 de junho de 1995, após sua formação teológica na Universidade de Navarra (1987-1992), onde obteve a licenciatura em teologia em 1994. Trabalhou na diocese de Lleida de 1995 a 1998 como vice-pároco em Fraga. Em 1997 recebeu seu doutorado em teologia pela Universidade de Navarra. Em 1998 foi para a Diocese da Santíssima Trindade em Almati (Cazaquistão) como sacerdote Fidei donum, onde trabalhou como vice-pároco em Shymkent. Mais tarde foi Prefeito de Estudos e Vice-Reitor do Seminário Maior Interdiocesano de Karaganda, do qual é Reitor a partir de 2007.
Papa Bento XVI nomeou-o Bispo da Santíssima Trindade em Almati em 5 de março de 2011. Foi ordenado bispo pelo Núncio Apostólico no Cazaquistão, Quirguistão e Tajiquistão, Miguel Maury Buendia, em 8 de maio do mesmo ano, na Catedral de Almati; os co-consagradores foram Carlos Manuel Escribano Subías, Bispo de Teruel y Albarracín, e Tomasz Peta, Arcebispo de Maria Santíssima em Astana.

José Luis Mumbiela Sierra é presidente da Conferência Episcopal do Cazaquistão desde 2015. Em abril de 2022, foi eleito o primeiro presidente da nova Conferência Episcopal da Ásia Central, restabelecida no outono de 2021 e à qual pertencem os bispos do Cazaquistão, Quirguistão, Tadjiquistão, Turcomenistão, Uzbequistão, Mongólia e Afeganistão. O Vice-Presidente é o Administrador Apostólico do Uzbequistão, Dom Jerzy Maculewicz; o secretário-geral é Ewgenii Sinkowskii, bispo auxiliar da diocese cazaque de Karaganda.